# Schönberg (Landschaftsschutzgebiet)
Schönberg ist ein Landschaftsschutzgebiet mit der Schutzgebietsnummer 3.15.015 im Landkreis Breisgau-Hochschwarzwald in Baden-Württemberg.  

## Lage und Beschreibung
Das Landschaftsschutzgebiet umfasst Landschaftsteile der Gemeinden Schallstadt, Ebringen, Pfaffenweiler, Ehrenkirchen, Bollschweil, Sölden, Wittnau, Au und Merzhausen (mit Ausnahme der Ortsetter und ortsnahen Lagen), die zum Schönberg und seinen Ausläufern gehören. Es liegt im Bereich der Schwarzwald-Vorberge mit ihrer geologischen und botanischen Eigenart und Vielfalt und entstand durch Verordnung des Landratsamtes Breisgau-Hochschwarzwald vom 23. August 1982. Es gehört zum Naturraum 201-Markgräfler Hügelland innerhalb der naturräumlichen Haupteinheit 20-Südliches Oberrheintieftal. 

## Schutzzweck
Wesentlicher Schutzzwecke sind laut Schutzgebietsverordnung die Erhaltung von Natur- und Landschaft der Vorberge des Schönbergs und seiner Ausläufer in ihrer geologischen und botanischen Eigenart und Vielfalt sowie die Erhaltung der offenen Wiesenlandschaft besonders in den Gipfelbereichen und an den Hängen des Schönbergs, die als Obstwiesen, Feldfluren und Weinberge genutzt werden.